# توپای
توپای 
(به تاهیتیایی: Tūpai) همچنین به نام موتو ایتی نیز خوانده می‌شود، یک  آب‌سنگ حلقوی (خوست) کم ارتفاع در جزایر انجمن، در پلی‌نزی فرانسه واقع در اقیانوس آرام است. این جزیره در ۱۹ کیلومتری شمال بورا بورا قرار داشته و به جزایر بادپناه غربی (به فرانسوی: Îles Sous-le-vent) تعلق دارد. این سازندجزیره ای مرجانی کوچک تنها ۱۱ کیلومتر مربع وسعت داشته و دارای یک
کولاب(لاگون) پهناور بوده که با صخره‌های مرجانی احاطه شده‌اند. این صخره‌های مرجانی، جزایر خُرد یا به اصطلاح محلی موُتوهای طولانی و پیوسته را در اطراف کولاب (لاگون) توپای به وجود آورده‌اند. توپای به غیر از کارگران شاغل در مزارع نارگیل، سکنه دائمی نداشته و دارای یک فرودگاه خصوصی است که در سال ۲۰۰۱ افتتاح شده ولی استفاده محدودی از آن می‌شود.

## تقسیم‌بندی اداری
جزیرهٔ مرجانی توپای از نظر اداری به کُمون بورا بورا تعلق دارد.
در سال ۱۹۲۶ این جزیره برای اسکان جامعه کوچکی از اسلواک‌ها در نظر گرفته شد، اما بعداً این تصمیم برای اسکان این مستعمره‌نشینان به جزایر مارکیز تغییر پیدا نمود.

## تاریخچه
در سال ۱۷۶۹ جیمز کوک، اولین اروپایی بود که توپای را کشف کرد.
در سال ۱۸۶۰، تاپوآ دوم پادشاه بورا-بورا توپای را به بهره‌بردار مزرعه ان. استَکِت (به انگلیسی: N. Stackett) که از اهالی نوا اسکوشیا بود و نخل‌های نارگیل زیادی در توپای کاشته بود، واگذار نمود. برای چندین دهه، چند ده نفر در مزرعه کار کردند و از یک آسیاب روغن دارای موتور بخار، برای تولید روغن نارگیل از مغز نارگیل (کوپرا) که محصول حدود ۱۵۵٬۰۰۰ نخل نارگیل بود، بهره‌برداری نمودند. در سال ۱۹۹۷، دولت منطقه ای جزیره مرجانی را از مالک آن زمان، مارسل لژون، سردفتر اسناد رسمی از پاپِه ته، به مبلغ ۸ میلیون دلار خریداری کرد تا بتواند برای استراحتگاه‌های تعطیلات برنامه‌ریزی کند. حدود ۱٬۰۰۰ زمیندار سنتی بر حق مالکیت زمین‌های جزیره مرجانی ادعا دارند.